# سيرغي بورودين
سيرغي بورودين (30 يناير 1999 في روسيا - ) هو لاعب كرة قدم روسي في مركز الدفاع.

## وصلات خارجية
- سيرغي بورودين على موقع قاعدة بيانات كرة القدم.إي يو (الإنجليزية)
- سيرغي بورودين على موقع Soccerway.com (الإنجليزية)
- سيرغي بورودين على موقع عالم كرة القدم.نت (الإنجليزية)